# Prestatyn
Prestatyn est une station balnéaire et une communauté située dans le comté du Denbighshire, au pays de Galles.
Elle se trouve au bord de la mer d'Irlande à l'est de la ville de Rhuddlan. Lors du recensement de 2001, sa population est de 18 496 habitants, puis 18 849 en 2011.

## Source de la traduction
- (en) Cet article est partiellement ou en totalité issu de l’article de Wikipédia en anglais intitulé « Prestatyn » (voir la liste des auteurs).